# Carlos Gurpegi
Carlos Gurpegui Nausia (Andosilla, Navarra, 19 de agosto de 1980), conocido deportivamente como Gurpegi, es un entrenador y exfutbolista español, que jugaba tanto de mediocentro defensivo como de defensa. Jugó toda su carrera en el Athletic Club, donde fue capitán entre 2011 y 2016, y disputó 393 partidos.

## Trayectoria

### Como jugador
Se formó en la cantera del C. D. River Ega de Andosilla, su localidad natal. Con 16 años se marchó al C. D. Izarra de Estella, donde consiguió debutar en Segunda División B en enero de 1998. En verano de 1998, con 18 años, firmó con el Athletic Club para jugar en su equipo juvenil tras la marcha de Mikel Alonso. En 1999 promocionó al CD Basconia para, un año más tarde, incorporarse al Bilbao Athletic. Debutó en Primera División, el 31 de marzo de 2002, en una derrota ante el Villarreal CF (5-2) de la mano de Jupp Heynckes. De cara a la temporada 2002-03 ascendió definitivamente al primer equipo tras cuatro años en la cantera rojiblanca. 
Una vez superado el Caso Gurpegui, algo que marcó su trayectoria deportiva, alcanzó las finales de Copa del Rey de 2009, 2012 y 2015 ante el F. C. Barcelona, en las que estuvo en el banquillo, la final de la Supercopa 2009, en la que fue titular; y la final de la Liga Europa de la UEFA 2011-12 ante el Atlético, que no pudo disputar debido a que acababa de recuperarse de una larga lesión de rodilla.
Su mejor temporada con el conjunto rojiblanco fue la 2013/2014, bajo las órdenes de Ernesto Valverde, donde consiguió clasificarse para la Liga de Campeones tras acabar en cuarta posición. Carlos rindió a un gran nivel junto a Aymeric Laporte en el centro de la defensa, aunque sufrió una lesión de rodilla, a finales de marzo, que le impidió disputar el tramo final de temporada. En agosto de 2015 jugó la final de la Supercopa de España 2015 en la que el Athletic Club se impuso al F. C. Barcelona (5-1), y por fin, conquistó su primer título, siendo el encargado de levantar el trofeo como capitán del equipo.
Finalmente, tras dieciocho años en el club, anunció su retirada el 11 de mayo de 2016. El 14 de mayo jugó su último partido en la victoria (3-1) ante el Sevilla. Gurpegui jugó 313 partidos de Primera División, en los que marcó 18 goles; 37 de Copa del Rey, en los que anotó un gol; 6 encuentros de Liga de Campeones; 33 de Copa de la UEFA, en los que anotó 3 dianas; y 4 encuentros de Supercopa de España. Fue un jugador muy querido por el club, la afición y sus entrenadores, en especial, Marcelo Bielsa que lo consideró como su mejor jugador.

### Euskal Selekzioa y selección navarra
Ha disputado seis partidos internacionales amistosos con la selección vasca entre 2003 y 2016. En 2003, junto a los navarros del Athletic Club Tiko e Ismael Urzaiz, Gurpegi renunció a una convocatoria de la selección autonómica navarra para jugar con Euskadi, que disputaba un partido en la misma fecha. Finalmente, el 26 de diciembre de 2005, Gurpegi se estrenó con la camiseta de Navarra en un partido contra China.

### Como entrenador
Tras su retirada pasó a trabajar como ayudante de Ernesto Valverde en la campaña 2016-17. Al término de la misma pasó a realizar funciones como embajador institucional del club rojiblanco. A partir de agosto de 2019, además, desempeñaría funciones de atención personalizadas a los canteranos junto a Tiko.
En la temporada 2021-22, se convierte en segundo entrenador del Bilbao Athletic de la Primera División RFEF, formando parte del cuerpo técnico de Imanol de la Sota.
El 15 de diciembre de 2021, se hizo cargo del CD Basconia de la Tercera División RFEF, después del ascenso de Patxi Salinas al Bilbao Athletic, tras la destitución de Imanol de la Sota.
El 29 de mayo de 2023 se hizo cargo del Bilbao Athletic de Segunda RFEF.

## Clubes

### Como jugador
| Club                  | País   | Año       | Partidos | Goles |
| --------------------- | ------ | --------- | -------- | ----- |
| Club Deportivo Izarra | España | 1998      | 1        | 0     |
| CD Basconia           | España | 1999-2000 | 33       | 15    |
| Bilbao Athletic       | España | 2000-2002 | 56       | 5     |
| Athletic Club         | España | 2002-2016 | 393      | 22    |

### Como entrenador
| Club                             | País   | Año             |
| -------------------------------- | ------ | --------------- |
| Athletic Club (2.º entrenador)   | España | 2016-2017       |
| Bilbao Athletic (2.º entrenador) | España | 2021            |
| CD Basconia                      | España | 2021-2023       |
| Bilbao Athletic                  | España | 2023-actualidad |

## Caso Gurpegi
El 1 de septiembre de 2002, tras el primer partido de la temporada 2002/03, contra la Real Sociedad en Anoeta, Gurpegi da positivo en un control antidopaje por 19-norandrosterona (19-NA), un metabolito de la nandrolona. La muestra de orina se conserva durante 2 días en una furgoneta, en pleno verano, dentro de un recipiente no refrigerado. El laboratorio recibe la muestra el martes 3 a las 10:30h, superando el límite legal de 24 horas. Se obtienen dos resultados, el primero de ellos realizado el 10 de octubre da un resultado de 5,3 ng/ml y otro, el 8 de noviembre, de 9,8 ng/ml, que es el que se notifica al club y al jugador. El retraso en el análisis provoca, entre otras cosas, alcalinización y salinización de la orina.
No es hasta el 4 de diciembre cuando se recibe la notificación del positivo, superando ampliamente el límite legal de 10 días para la notificación. Este retraso impidió realizar un estudio de la cinética de eliminación del metabolito. El laboratorio madrileño que analizó la muestra de orina, fue sancionado en 2012 por la AMA debido a irregularidades.
En febrero de 2003, el Comité de Competición (CC) de la Real Federación Española de Fútbol le retira cautelarmente la licencia y el Comité de Apelación (CA) ratifica dicha decisión. En abril, el Comité Español de Disciplina Deportiva (CEDD) deja sin efecto la suspensión cautelar y Gurpegi vuelve a jugar tras haberse perdido 6 partidos.
En mayo de 2003, el CC decide imponer una sanción de dos años sin jugar al futbolista. El Athletic Club recurre ante el CA alegando que el deportista genera esa sustancia de forma endógena, y dicho comité suspende cautelarmente la ejecución de la sanción, Carlos vuelve a jugar tras haberse perdido otros 3 partidos. Mientras tanto, la Asociación de Futbolistas Españoles (AFE) se involucra en la defensa de Gurpegi. 
En junio, el CA ratifica la sanción de Gurpegi, pero al día siguiente el CEDD le concede una nueva suspensión cautelar hasta el final de liga. El Athletic  presenta alegación ante el CEDD y este la desestima en noviembre. Gurpegi, nuevamente es sancionado y no puede jugar. El Athletic recurre entonces ante la Audiencia Nacional de España, que permite a Gurpegi jugar, tras tres partidos sin poder hacerlo, hasta que hubiera una sentencia definitiva.
En noviembre de 2004 la Audiencia Nacional confirma la sanción de dos años, que no es aplicada hasta que no se resuelve el recurso presentado por el Athletic, que dicho tribunal termina desestimando el 31 de julio de 2006.
Gurpegi cumple su sanción. Durante el tiempo que está sin licencia federativa, el club rojiblanco no le da de baja, ni retira su ficha y dorsal. El 27 de abril del 2008 regresa finalmente a los terrenos de juego frente al Real Madrid C. F., en el Estadio Santiago Bernabéu.
Posteriores modificaciones del código antidopaje de la Agencia Mundial Antidopaje (AMA) en el año 2005 hicieron desaparecer de la lista de productos dopantes exógenos los metabolitos 19-norandrosterona y 19-Noretiocolanolona, «indicando la posibilidad de una producción endógena y recomendando la realización de estudios endocrinológicos y fisiológicos cuando se dieran niveles de entre 2 y 10 ng/ml por la posibilidad de orina inestable». En el caso Gurpegi tampoco se llevaron a cabo las pruebas complementarias para estos casos de orina inestable como el test de estabilidad urinaria, porque las muestras de orina de Carlos fueron destruidas en 2002.

## Palmarés

### Clubes

#### Campeonatos nacionales
| Título              | Podio      | País   | Club          | Año  |
| ------------------- | ---------- | ------ | ------------- | ---- |
| Copa del Rey        | Subcampeón | España | Athletic Club | 2009 |
| Supercopa de España | Subcampeón | España | Athletic Club | 2009 |
| Copa del Rey        | Subcampeón | España | Athletic Club | 2012 |
| Copa del Rey        | Subcampeón | España | Athletic Club | 2015 |
| Supercopa de España | Campeón    | España | Athletic Club | 2015 |

#### Campeonatos internacionales
| Título                 | Podio      | Sede     | Club          | Año  |
| ---------------------- | ---------- | -------- | ------------- | ---- |
| Liga Europa de la UEFA | Subcampeón | Bucarest | Athletic Club | 2012 |

### Otros
| Título                       | Podio   | Sede             | Club          | Año  |
| ---------------------------- | ------- | ---------------- | ------------- | ---- |
| Trofeo Villa de Gijón        | Campeón | Gijón, España    | Athletic Club | 2005 |
| Memorial Juan Rojas          | Campeón | Almería, España  | Athletic Club | 2006 |
| Trofeo Lasesarre             | Campeón | Vizcaya, España  | Athletic Club | 2007 |
| Trofeo Caja Duero            | Campeón | Soria, España    | Athletic Club | 2007 |
| Morocco Summer Cup           | Campeón | Marruecos        | Athletic Club | 2008 |
| Trofeo La Rioja              | Campeón | La Rioja, España | Athletic Club | 2010 |
| Markus Liebherr Memorial Cup | Campeón | Inglaterra       | Athletic Club | 2011 |